# Villarnera de la Vega
Villarnera de la Vega es una localidad del municipio leonés de Riego de la Vega, en la Comunidad Autónoma de Castilla y León. 
La iglesia está dedicada a Santa Colomba.

## Localidades limítrofes
Confina con las siguientes localidades:
- Al norte con San Félix de la Vega.
- Al noreste con Posadilla de la Vega.
- Al este con Villagarcía de la Vega.
- Al sureste con Santibáñez de la Isla.
- Al suroeste con Toralino de la Vega.
- Al oeste con Riego de la Vega.

## Demografía
Evolución de la población
| Gráfica de evolución demográfica de Villarnera de la Vega entre 2000 y 2017 |
|                                                                             |
| Población de derecho (2000-2017) según el padrón municipal del INE          |

## Historia
Así se describe a Villarnera de la Vega en el tomo XVI del Diccionario geográfico-estadístico-histórico de España y sus posesiones de Ultramar, obra impulsada por Pascual Madoz a mediados del siglo XIX:

Lugar en la provincia de León, partido judicial de la Bañeza, diócesis de Astorga, audiencia territorial y capitanía general de Valladolid, ayuntamiento de Riego de la Vega; Situado a la margen derecha del río Tuerto; su clima es bastante sano. Tiene 12 casas; iglesia parroquial (Santa Colomba) servida por un cura de ingreso y presentación de 4 voces mixtas, y buenas aguas potables. Confina con Villagarcía de la Vega, Santibáñez de la Isla y Toralino. El terreno es de mediana calidad, y le fertilizan las aguas del Tuerto. Producciones: granos, legumbres, lino y pastos; cría ganados, alguna caza y pesca de truchas y anguilas. Población: 12 vecinos, 46 almas. Contribución: con el ayuntamiento.
Diccionario geográfico-estadístico-histórico de España y sus posesiones de Ultramar